# مایکل چرتاف
مایکل چرتاف (انگلیسی: Michael Chertoff؛ زادهٔ ۲۸ نوامبر ۱۹۵۳) وکیل آمریکایی است که در دوره رئیس جمهور جرج دابلیو بوش به‌عنوان دومین وزیر امنیت میهن ایالات متحده آمریکا، فعالیت کرد. او از خالقان لایحه میهن‌دوستی بود. او پیشتر به عنوان
قاضی دادگاه استیناف حوزه سوم ایالات متحده آمریکا، دستیار دادستان کل ایالات متحده و دادستان فدرال فعالیت کرده بود. او در ۱۵ فوریه ۲۰۰۵ به‌عنوان وزیر امنیت میهن جانشین تام ریج شد.
چرتاف از زمان ترک دولت به عنوان مشاور حقوقی ارشد شرکت حقوقی کاوینگتن اند برلینگ در واشینگتن، دی.سی. کار می‌کند. او همچنین از مؤسسین گروه چرتاف، از شرکت‌های مشاور مدیریت ریسک و امنیتی، است که بسیاری از مقامات سابق ارشد سیاسی را در استخدام خود دارد.
چرتاف همچنین در هیئت مدیره بی‌ای‌ئی سیستمز عضویت داشته‌است.